# Die-cast

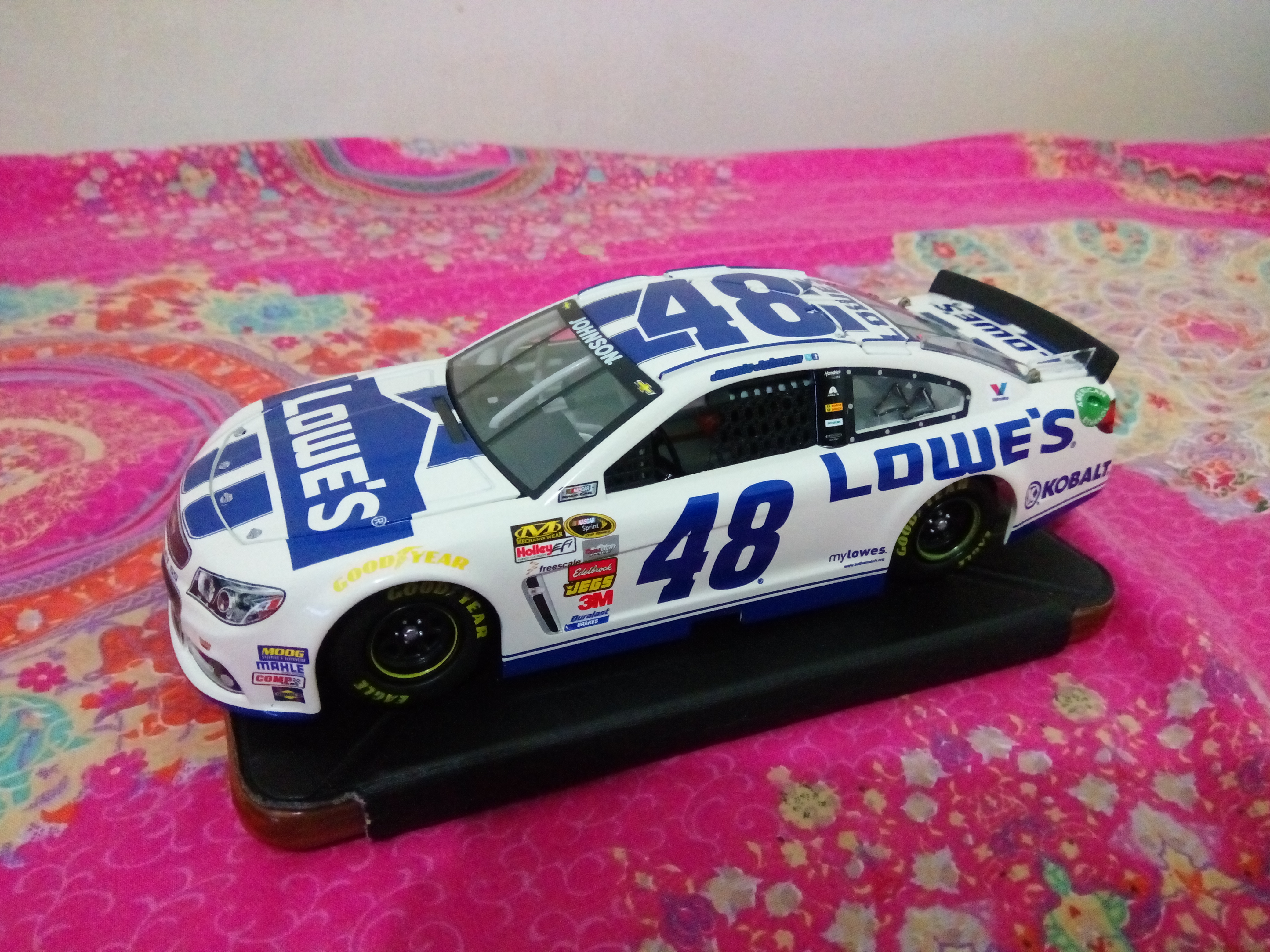
Carrinho die-cast da NASCAR.

Die-cast é o nome popularmente atribuído a modelos de carrinhos em miniatura fabricados nas mais variadas escalas de metal injetado. O nome é derivado do processo de produção por fundição injetada, também conhecido como die casting.

## Características
Brinquedos em miniatura feitos em metal injetado são há anos oferecidos em coleções por grandes marcas como Greenlight, M2 Machines, Dinky, Matchbox, Corgi, Maisto, Hot Wheels, Welly, Johnny Lightning, Jada, Bburago, Saico, MotorMax, Norev, Rastar, Cararama, AutoArt, Minichamps, Kyosho, Siku, Majorette, Kinsmart e Tarmac Works, dentre outras, que produzem modelos de automóveis, motocicletas, veículos militares, aviões, soldados em escala. As medidas usadas nestes modelos são bastante variadas, mas costumeiramente alguns padrões, como 1/18, 1/24, 1/43 e 1/64 são mais habituais no mercado.

## Processo
No die-casting uma liga de metal fundido é injetada a alta temperatura em um molde, sendo retirada para obtenção do produto final depois de solidificada. Por suas características, é um processo adequado para a produção de grandes quantidades de peças idênticas, que exijam alto grau de precisão em detalhes reduzidos. O zinco é um dos materiais mais usados neste processo, especialmente em combinação com alumínio, magnésio, níquel ou cobre formando ligas variadas conhecidas como Zamak (ou Zamac).

## Outros usos
O processo diecast também é utilizado na manufatura de outros modelos de miniaturas além de veículos, tais como personagens de histórias em quadrinhos, filmes, séries, desenhos animados. Algumas estatuetas colecionáveis de alto padrão podem receber este material em alguns objetos específicos, por exemplo: espadas, facas e outros objetos que simulam metal. Iron Studios, DTC e Hot Toys  são exemplos de empresas que utilizam este processo de fabricação em algumas de suas peças. 